# JavaServer Pages
JavaServer Pages (JSP) es una tecnología que ayuda a los desarrolladores de software a crear páginas web dinámicas basadas en HTML y XML, entre otros tipos de documentos. JSP es similar a PHP, pero usa el lenguaje de programación Java.
Para desplegar y correr JavaServer Pages, se requiere un servidor web compatible con contenedores servlet como Apache Tomcat o Jetty.
TagLibs -> JSP -> Servidor Aplicaciones (Servlets) -> Cliente (Navegador)
El rendimiento de una página JSP es el mismo que tendría el servlet equivalente, ya que el código es compilado como cualquier otra clase Java. A su vez, la máquina virtual compilará dinámicamente a código de máquina las partes de la aplicación que lo requieran. Esto hace que JSP tenga un buen desempeño y sea más eficiente que otras tecnologías web que ejecutan el código de una manera puramente interpretada.
La principal ventaja de JSP frente a otros lenguajes es que el lenguaje Java es un lenguaje de propósito general que excede el mundo web y que es apto para crear clases que manejen lógica de negocio y acceso a datos de una manera prolija. Esto permite separar en niveles las aplicaciones web, dejando la parte encargada de generar el documento HTML en el archivo JSP.
Otra ventaja es que JSP hereda la portabilidad de Java, y es posible ejecutar las aplicaciones en múltiples plataformas sin cambios. Es común incluso que los desarrolladores trabajen en una plataforma y que la aplicación termine siendo ejecutada en otra.
Los servlets y Java Server Pages (JSPs) son dos métodos de creación de páginas web dinámicas en servidor usando el lenguaje Java. En ese sentido son similares a otros métodos o lenguajes tales como el PHP, ASP o los CGIs, programas que generan páginas web en el servidor. Sin embargo, se diferencian de ellos en otras cosas.
Para empezar, los JSPs y servlets se ejecutan en una máquina virtual Java, lo cual permite que, en principio, se puedan usar en cualquier tipo de ordenador, siempre que exista una máquina virtual Java para él. Cada servlet (o JSP, a partir de ahora lo usaremos de forma indistinta) se ejecuta en su propio hilo, es decir, en su propio contexto; pero no se comienza a ejecutar cada vez que recibe una petición, sino que persiste de una petición a la siguiente, de forma que no se pierde tiempo en invocarlo (cargar programa + intérprete). Su persistencia le permite también hacer una serie de cosas de forma más eficiente: conexión a bases de datos y manejo de sesiones, por ejemplo. 
Las JSPs son en realidad una forma alternativa de crear servlets ya que el código JSP se traduce a código de servlet Java la primera vez que se le invoca y en adelante es el código del nuevo servlet el que se ejecuta produciendo como salida el código HTML que compone la página web de respuesta.

## Descripción
JSP puede ser visto como una abstracción de alto nivel de los servlets Java. Las JavaServer Pages son traducidas a servlets en tiempo real; cada servlet es guardado en caché y reusado hasta que la JSP original es modificada. Dicho en otras palabras las JSP son páginas java para un ambiente web.

## Ejemplo de documento JSP
Ejemplo de código de una página JSP:
```
<%@
 
page
 
errorPage
=
"myerror.jsp"
 
%>

<%@
 
page
 
import
=
"com.foo.bar"
 
%>

<html>

<head>

<%!
 
int
 
serverInstanceVariable
 
=
 
1
;
%>

…

<%!
 
int
 
localStackBasedVariable
 
=
 
1
;
%>

…

```

```
JSP

```

Ejemplo de una compilación o "salida" JSP:
```
package
 
jsp_servlet
;

import
 
java.util.*
;

import
 
java.io.*
;

import
 
javax.servlet.*
;

import
 
javax.servlet.http.*
;

import
 
javax.servlet.jsp.*
;

import
 
javax.servlet.jsp.tagext.*
;

import
 
com.foo.bar
;
 
//importado como resultado de <%@ page import="com.foo.bar" %>

import
 
…

class
 
_myservlet
 
implements
 
javax
.
servlet
.
Servlet
,
 
javax
.
servlet
.
jsp
.
HttpJspPage
 
{

	
//insertado como

	
//resultado de <%! int serverInstanceVariable = 1;%>

	
int
 
serverInstanceVariable
 
=
 
1
;
 

	
…

	
public
 
void
 
_jspService
(
 
javax
.
servlet
.
http
.
HttpServletRequest
 
request
,

		
javax
.
servlet
.
http
.
HttpServletResponse
 
response
 
)

		
throws
 
javax
.
servlet
.
ServletException
,

		
java
.
io
.
IOException

	
{

		
javax
.
servlet
.
ServletConfig
 
config
 
=
 
...;
//obtener la configuración del servlet

		
Object
 
page
 
=
 
this
;

		
PageContext
 
pageContext
 
=
 
…
;
//obtener el contexto de la página para esta petición 

		
javax
.
servlet
.
jsp
.
JspWriter
 
out
 
=
 
pageContext
.
getOut
();

		
HttpSession
 
session
 
=
 
request
.
getSession
(
 
true
 
);

		
…

```

Para ejecutar las páginas JSP, se necesita un servidor Web con un contenedor Web que cumpla con las especificaciones de JSP y de Servlet. Tomcat 5 es una completa implementación de referencia para las especificaciones Java Servlet 2.2 y JSP 1.1.

## Sintaxis

### Variables implícitas
Las páginas JSP incluyen ciertas variables privilegiadas sin necesidad de declararlas ni configurarlas:
| Variable    | Clase                                  |
| ----------- | -------------------------------------- |
| pageContext | javax.servlet.jsp.PageContext          |
| request     | javax.servlet.http.HttpServletRequest  |
| response    | javax.servlet.http.HttpServletResponse |
| session     | javax.servlet.http.HttpSession         |
| config      | javax.servlet.ServletConfig            |
| application | javax.servlet.ServletContext           |
| out         | javax.servlet.jsp.JspWriter            |
| page        | java.lang.Object                       |
| exception   | java.lang.Exception                    |

### Directivas
Son etiquetas a partir de las cuales se genera información que puede ser utilizada por el motor de JSP. No producen una salida visible al usuario sino que configura cómo se ejecutará la página JSP.
Su sintaxis es:

```
 <%@ directiva atributo="valor" %>
```

Las directivas disponibles son:
- include: Incluye el contenido de un fichero en la página mediante el atributo file.

<%@ include file="cabecera.html" %>
- taglib: Importa bibliotecas de etiquetas (Tag Libraries)

<%@ taglib uri="/tags/struts-html" prefix="html" %>
- page: Especifica atributos relacionados con la página a procesar. Los atributos son:

| Atributo    | Sintaxis                                    | Utilización |
| ----------- | ------------------------------------------- | --- |
| import      | <%@ page import="class; class" %>           | Importa clases y paquetes Java para ser utilizadas dentro del fichero JSP. |
| session     | <%@ page session="false" %>                 | Especifica si utiliza los datos contenidos en sesión; por defecto "true". |
| contentType | <%@ page contentType="class; class" %>      | Especifica el tipo MIME del objeto "response"; por defecto "text/html; charset=ISO-8859-1". |
| buffer      | <%@ page buffer="12KB" %>                   | Buffer utilizado por el objeto writer "out"; puede tomar el valor de "none"; por defecto "8KB". |
| errorPage   | <%@ page errorPage="/path_to_error_page" %> | Especifica la ruta de la página de error que será invocada en caso de producirse una excepción durante la ejecución de este fichero JSP.                                                                                         |
| isErrorPage | <%@ page isErrorPage="true" %>              | Determina si este fichero JSP es una página que maneja excepciones. Únicamente a este tipo de páginas pueden acceder a la variable implícita "exception", que contiene la excepción que provocó la llamada a la página de error. |

### Declaraciones
Nos permiten declarar variables, funciones y datos estáticos.
```
 <%! int maxAlumnosClase = 30; %>
```

### Scriptlets
Los scriptlets son partes de código Java incrustadas entre los elementos estáticos de la página....
```
 <% ... código Java ... %>
```

### Expresiones
Las expresiones se evalúan dentro de la servlet. No deben acabar en ";".
```
 <%= maxAlumnosClase + 1%>
```

El siguiente ejemplo pondría como título de la página el atributo "titulo" contenido en el objeto request:
```
 <%
   String titulo = "";
   if (request.getAttribute("titulo") != null) {
     titulo = (String) request.getAttribute ("titulo");
   }
 %>
 ...
 <title><%=titulo%></title>
 ....
```

### Etiquetas
Etiquetas JSP para simplificar el código y dar mayor funcionalidad.
Desarrollar sitios web utilizando etiquetas presenta ciertas ventajas como:
- facilitar el aprendizaje.
- facilitar el mantenimiento.
- fomentar la modularidad y la reutilización.
- simplificar el código y reducir el número de líneas necesarias.

Su sintaxis sería:
```
 <%@ taglib uri="/taglib/lycka" prefix="lycka" %>
 ...
 <lycka:hola/>
 ...
```

A la hora de generar el código Java de la Servlet, esta etiqueta hola será interpretada por el Servidor de Aplicaciones como perteneciente a la biblioteca de etiquetas (Tag Library) lycka. Esta biblioteca estará identificada en el fichero descriptor de nuestra aplicación (web.xml) con el nombre de recurso (URI) /taglib/lycka. 
```
 <taglib-uri>/taglib/lycka</taglib-uri>
 <taglib-location>/WEB-INF/tags/lycka.tld</taglib-location>
```

Una implementación de este fichero descriptor, /WEB-INF/tags/lycka.tld podría ser:
```
 <?xml version="1.0" encoding="ISO-8859-1" ?>
 <!DOCTYPE taglib PUBLIC "-//Sun Microsystems, Inc.//DTD JSP Tag Library 1.1//EN" 
    "
http://java.sun.com/j2ee/dtds/web-jsptaglibrary_1_1.dtd
">
 
 <taglib>
   <tlibversion>1.0</tlibversion>
   <jspversion>1.1</jspversion>
   <shortname>simp</shortname>
   <uri>
http://www.hachisvertas.net/jcs/taglibs/lycka
</uri>
   <info>A simple sample tag library</info>
 
   <tag>
     <name>hola</name>
     <tagclass>org.lcyka.taglibs.miEtiqueta</tagclass>
     <bodycontent>empty</bodycontent>
     <info>Alaba la belleza de mi gata.</info>
   </tag>
 </taglib>
```

Y por fin, el servidor de aplicaciones sustituirá la etiqueta por su código Java asociado, org.lcyka.taglibs.miEtiqueta:
```
 package org.lcyka.taglibs;
 import ...;
 public class miEtiqueta extends TagSupport {
   public int doStartTag {
     try {
       pageContext.getOut().print("Mi gata es preciosa");
     } catch (IOException ioe) {
     }
     return SKIP_BODY;
   }
```

Y finalmente el navegador mostraría:
```
 Mi gata es preciosa
```

#### Etiquetas JSP
Son las etiquetas pertenecientes a la especificación JSP. Proporcionan una funcionalidad básica.
Un primer grupo de etiquetas proporciona funcionalidad a nivel de la página de una manera muy simple:
- <jsp:forward>, redirige la request a otra URL
- <jsp:include>, incluye el texto de un fichero dentro de la página
- <jsp:plugin>, descarga un plugin de Java (una applet o un Bean).

Un segundo grupo permite manipular componentes JavaBean sin conocimientos de Java.
- <jsp:useBean>, permite manipular un Bean (si no existe, se creará el Bean), especificando su ámbito (scope), la clase y el tipo.
- <jsp:getProperty>, obtiene la propiedad especificada de un bean previamente declarado y la escribe en el objeto response.
- <jsp:setProperty>, establece el valor de una propiedad de un bean previamente declarado.

#### Etiquetas JSTL
Son proporcionadas por Sun dentro de la distribución de JSTL.
- core, iteraciones, condicionales, manipulación de URL y otras funciones generales.
- xml, para la manipulación de XML y para XML-Transformation.
- sql, para gestionar conexiones a bases de datos.
- i18n, para la internacionalización y formateo de las cadenas de caracteres como cifras.

#### Etiquetas Struts TagLib
Distribuidas por Apache para funcionar junto con el Framework de Struts.
- PHP
- Bean
- HTML
- Logic
- Nested
- vjgp

#### Etiquetas personalizadas
Anteriormente hemos visto un ejemplo para crear una etiqueta personalizada almacenada en nuestra propia biblioteca de etiquetas.
Para desarrollar etiquetas personalizadas, utilizaremos la API de las bibliotecas de etiquetas (Tag Libraries).
La API de las Servlet de Java es:
```
 javax.servlet.*
```

La API de JSP extiende de esta API, 
```
 javax.servlet.jsp.*
```

Finalmente, la API de las bibliotecas de etiquetas (Tag Libraries) extiende de esta última,
```
 javax.servlet.jsp.tagext.*
```

Lo más relevante de esta API son:
- Las interfaces
  - Tag, que todas las etiquetas deben implementar.
  - BodyTag, extiende a la anterior y define métodos adicionales para inspeccionar el cuerpo de una etiqueta.
- Las clases
  - BodyContent, un manejador (handler) para leer y escribir en el cuerpo de una etiqueta.
  - BodyTagSupport, que implementa la interfaz BodyTag.
  - TagAttributeInfo, para obtener la información de los atributos de la etiqueta declarados en el TLD.
  - TagData, que contiene los valores de los atributos.
  - TagExtraInfo, para especificar información extra de una etiqueta, como las variables que introduce en el código o los atributos que serán validados.
  - TagInfo, basado en la información de la TLD.
  - TagLibraryInfo, representa la información de una TLD.
  - TagSupport, implementa la interfaz Tag.
  - VariableInfo, contiene información como el tipo y ámbito de las variables creadas o modificadas por la etiqueta.

Podemos encontrar una descripción más detallada en http://java.sun.com/j2ee/sdk_1.3/techdocs/api/javax/servlet/jsp/tagext/package-summary.html
Otro ejemplo de etiqueta podría ser el siguiente código Java:
```
 package org.lycka.taglibs;
 import ...;
 public class LowerCaseTag extends BodyTagSupport {
   public int doAfterBody() throws JspException {
     try {
       BodyContent body = getBodyContent();
       JspWriter writer = body.getEnclosingWriter();
       String bodyString = body.getString();
       if ( bodyString != null ) {
         writer.print( bodyString.toLowerCase());
       }
     } catch(IOException ioe) {
       throw new JspException("Error: IOException while writing to the user");
     }
     return SKIP_BODY;
   }
 }
```

Al encontrar el inicio de la etiqueta, el runtime primero se invocará el método doStart() una vez instanciada la clase. Puede devolver uno de los siguientes valores:
- SKIP_BODY, no procesa el contenido del cuerpo de la etiqueta.
- EVAL_BODY_INCLUDE , evalúa el cuerpo de la etiqueta.
- EVAL_BODY_TAG , evalúa el cuerpo de la etiqueta y lanza el resultado a otro stream almacenado en una propiedad de la etiqueta.

El método doAfterBody() después de procesar el cuerpo de la etiqueta.
Finalmente se invocará el método doEndTag(). Puede devolver:
- EVAL_PAGE, para seguir procesando la página JSP
- SKIP_PAGE, para dejar de procesar la página JSP, para por ejemplo redirigir la página

Declarado en el descriptor de la biblioteca como 
```
 <tag>
   <name>lowercase</name>
   <tagclass>org.lycka.taglibs.LowerCaseTag</tagclass>
   <bodycontent>JSP</bodycontent>
   <info>Put body in lowercase.</info>
 </tag>
```

Utilizado en la página JSP 
```
 <%@ taglib uri="/taglib/lycka" prefix="lycka" %>
 ...
 <lycka:lowercase>Esto es un EJEMPLO</lycka:lowercase>
```

Y su salida sería
```
 esto es un ejemplo
```